# Theta Orionis
Theta Orionis är en Bayer-beteckningen för ett flertal stjärnor i den ungefärliga positionen RA 05h 35,3m DEC −05° 24′ och består bland annat av en öppen stjärnhop, som bär namnen Theta1 Orionis, Trapetset eller Trapezium. Stjärnhopen har observerats grundligt av det kanadensiska rymdteleskopet MOST (förkortning för ”The Microvariability and Oscillations of Stars Telescope”). Uppgifter från 2008 anger avståndet till stjärnhopen till ungefär 1300 ljusår.
Den sammanlagda ljusstyrkan av alla stjärnorna i Theta Orionis är ungefär magnitud 4,0.

## Förteckning över stjärnor i Theta Orionis
- Theta1 Orionis eller 41 Orionis
  - Theta1 Orionis A, 41 Orionis A, HD 37020 eller V1016 Orionis är en trippelstjärna som är förmörkelsevariabel och varierar i ljusstyrka 6,72-7,65 med en period av 65,43233 dygn.[4][5]
    - Theta1 Orionis A1, 41 Orionis AA eller HD 37020 A
    - Theta1 Orionis A2, 41 Orionis AB eller HD 37020 B
    - Theta1 Orionis A3, 41 Orionis AC eller HD 37020 C

  - Theta1 Orionis B, BM Orionis, 41 Orionis B eller HD 37021 är ett stjärnsystem bestående av fem stjärnor som är en förmörkelsevariabel (EA) som varierar 7,9-8,65 med perioden 6,4705315 dygn.[6]
    - Theta1 Orionis B1, 41 Orionis BA eller HD 37021 A
    - Theta1 Orionis B2, 41 Orionis BB eller HD 37021 B
    - Theta1 Orionis B3, 41 Orionis BC eller HD 37021 C
    - Theta1 Orionis B4, 41 Orionis BD eller HD 37021 D
    - Theta1 Orionis B5, 41 Orionis BE eller HD 37021 E
    - Theta1 Orionis B West, COUP 766 eller MAX 97 är en röntgenkälla [7]
    - Theta1 Orionis B East, COUP 778 eller MAX 101 är också en röntgenkälla

  - Theta1 Orionis C, 41 Orionis C eller HD 37022') är en dubbelstjärna
    - Theta1 Orionis C1, 41 Orionis CA eller HD 37022 A
    - Theta1 Orionis C2, 41 Orionis CB eller HD 37022 B

  - Theta1 Orionis D, 41 Orionis D eller HD 37023[8] är en blå stjärna av spektraltyp B0.5V som varierar i ljusstyrka 6,65-6,7.[9]
  - Theta1 Orionis E, COUP 732 är en spektroskopisk dubbelstjärna
  - Theta1 Orionis F är en blå stjärna av spektraltyp B8 som är variabel[10]
  - Theta1 Orionis G, COUP 826 eller MAX 116 är en mycket ung stjärna
  - Theta1 Orionis H, COUP 746 eller MAX 87 tillhör också de unga stjärnobjektena i gruppen
- Theta2 Orionis eller 43 Orionis
  - Theta2 Orionis A, 43 Orionis A eller HD 37041 är en spektroskopisk dubbelstjärna
    - Theta2 Orionis A1, 43 Orionis AA eller HD 37041 A
    - Theta2 Orionis A2, 43 Orionis AB eller HD 37041 B
    - Theta2 Orionis A3, 43 Orionis AC eller HD 37041 C

  - Theta2 Orionis B, 43 Orionis B eller HD 37042 är en blå stjärna av spektraltyp B1V som varierar i ljusstyrka 6,38-6,44[11]
  - Theta2 Orionis C, V361 Orionis eller HD 37062 är en blå stjärna av spektraltyp B5V som varierar i ljusstyrka 8,16-8,29[12]
    - Theta2 Orionis C1, V361 Orionis A eller HD 37062 A
    - Theta2 Orionis C2, V361 Orionis B eller HD 37062 B